# Metro Adana
Die Metro Adana (türk. Adana Metrosu, kurz Metro) der südtürkischen Stadt Adana besteht aus einer Strecke, die 2009 in Betrieb genommen wurde.

## Entwicklung des Metro Projekts
Im Jahr 1988 wurde auf Initiative der Stadtverwaltung vom Verkehrsministerium in Ankara geprüft, inwieweit der Bau einer Metro-Strecke durch die wachsende Metropole realisierbar ist. 1996 war die Projektierung auf der Ministerialebene beendet und ein Vertrag mit Adtranz-Alarko-ABB Electric zum Bau unterzeichnet. 1999 war der Baubeginn der Strecke. Am 14. Mai 2010 nahm dann die Metro den Betrieb auf.

## Ausbaustandard
Die Strecke ist vollkommen von Straßen- und Schienenverkehr getrennt, d. h. sie kreuzt sich nicht mit anderem Verkehr und verläuft auf ihrer gesamten Strecke auf einem besonders befestigten eigenen Baukörper. Sie ist damit keine Stadtbahn, sondern eine ‚echte‘ U-Bahn. Dennoch wird sie aufgrund der stadtbahnähnlichen Fahrzeuge und dem Oberleitungsbetrieb als ‚Hafif-Metro‘, also ‚Leicht U-Bahn‘ bezeichnet, was im deutschen in etwa Stadtbahn bedeutet.
| Metro Adana                                        | Metro Adana                                                                  |
| -------------------------------------------------- | ---------------------------------------------------------------------------- |
| Transportkapazität pro Stunde in beiden Richtungen | 43.200 Personen                                                              |
| tägliche Transportkapazität                        | 660.000 Personen                                                             |
| Gesamtlänge der Linie                              | 13,5 km                                                                      |
| davon oberirdisch                                  | 5,073 km                                                                     |
| davon auf Viadukt                                  | 5,332 km                                                                     |
| davon im Tunnel                                    | 3,521 km                                                                     |
| Reisezeit (Gesamtstrecke)                          | 21 Minuten                                                                   |
| Höchstgeschwindigkeit                              | 80 km/h                                                                      |
| Stromversorgung                                    | Oberleitung                                                                  |
| Linienfarbe                                        | Orange                                                                       |
| Stationenanzahl                                    | 13                                                                           |
| davon im Tunnel                                    | 2                                                                            |
| Zugang                                             | Treppen, Rolltreppen; daneben an allen Stationen Aufzüge und Ticketbarrieren |

## Streckenverlauf

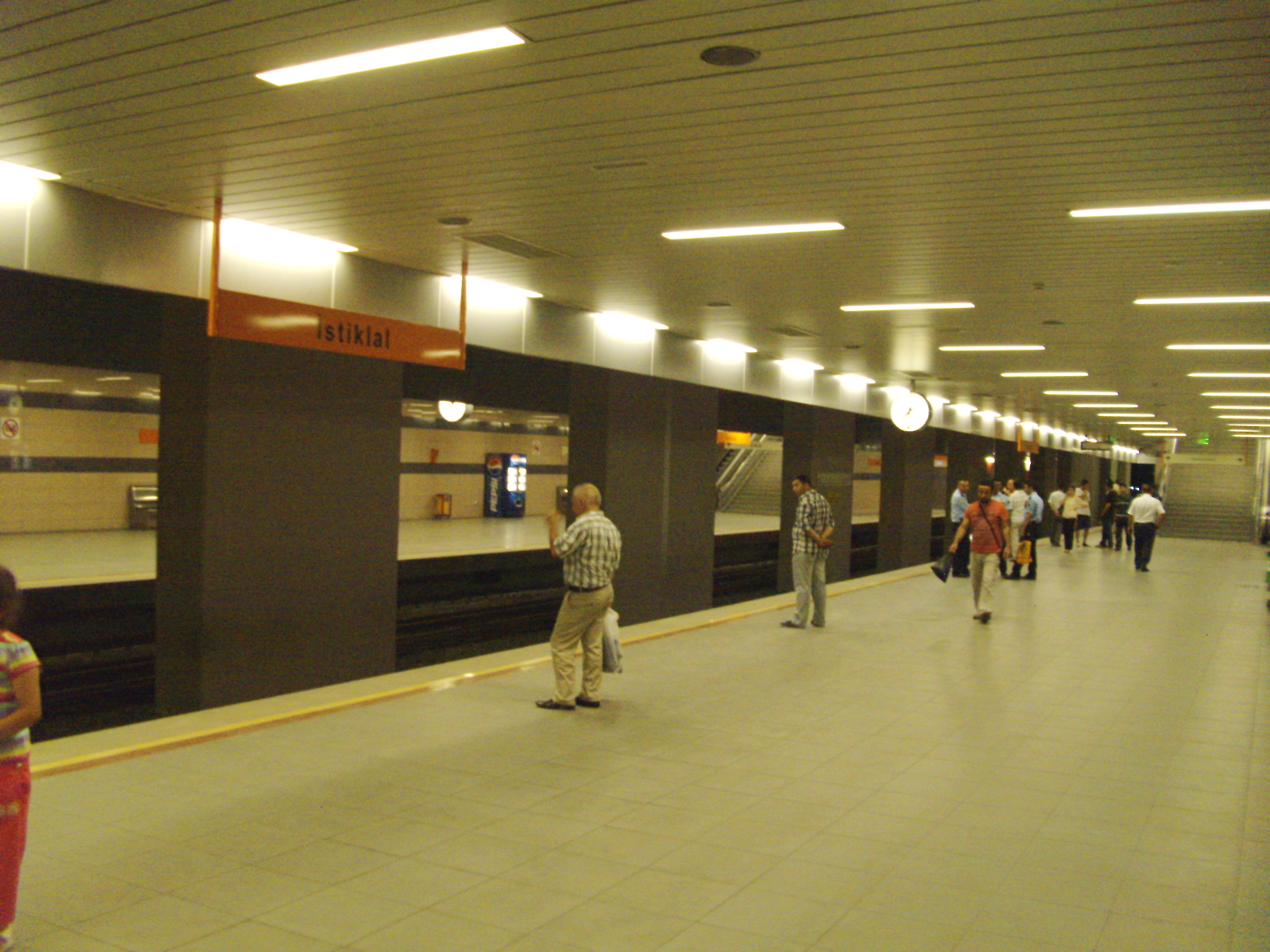
İstiklal Station

Die Strecke verläuft unter dem Turgut-Özal-Boulevard, wendet sich nach der Station Anadolu Lisesi südwärts und folgt dem Alparslan-Türkeş-Boulevard. Sie kreuzt die Bahnstrecke an der Stadthalle und kommt in Süd-Adana an, wo sie die Schnellstraße D 400 kreuzt. Sie quert dann den Fluss Seyhan nördlich der Regülatör-Brücke und verläuft erneut nördlich der D-400, wo sie am Yüreğir Busbahnhof endet.

## Fahrzeuge und Spurweite

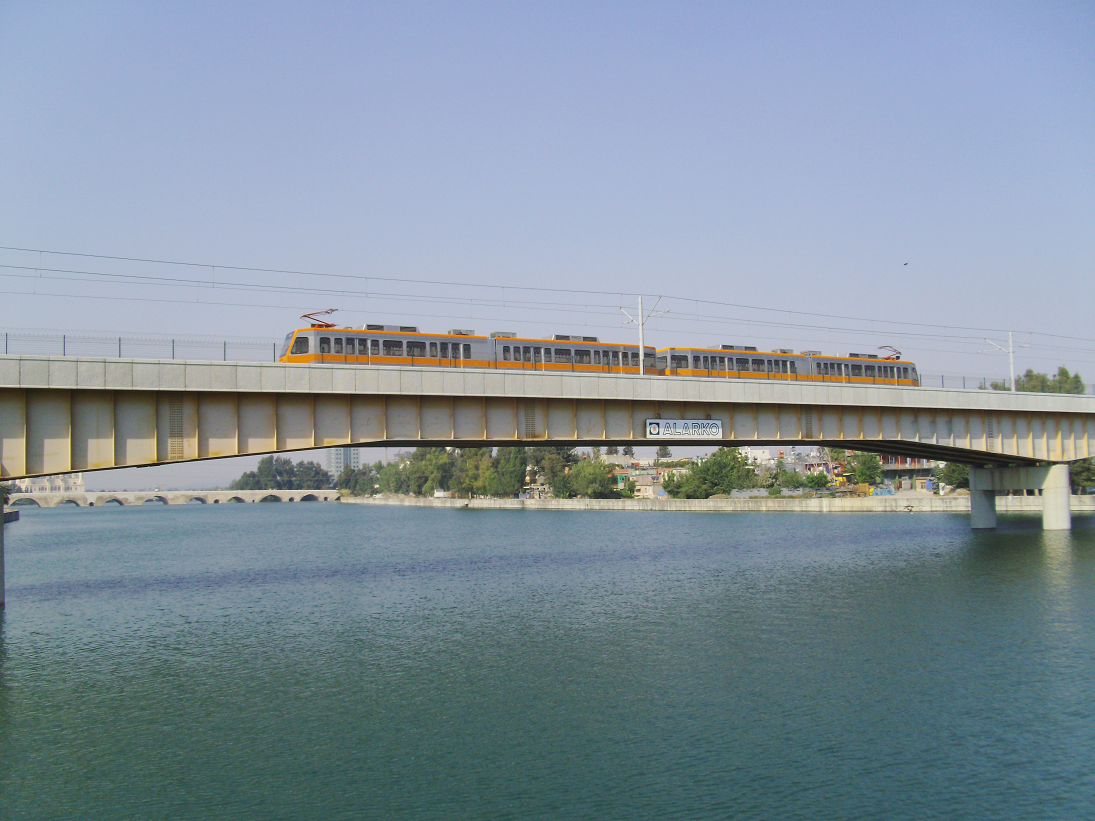
Metro-Zug überquert den Fluss Seyhan

Die Spurweite der Metro-Gleise beträgt 1435 mm (Normalspur). Auf der Metrolinie verkehren Fahrzeuge des Herstellers Bombardier Schweden. Die Firma war auch für die gesamte Technik, die Signalisierung der Strecke und das Kommunikationssystem zuständig.

## Fahrscheine und Betriebszeiten
Die Metro verkehrt täglich etwa 15 Stunden lang. Die ersten Züge verlassen die beiden Endstationen um 6:15 Uhr. Die letzten Züge verlassen die Endbahnhöfe um 21 Uhr. Es wird im 15-Minuten-Takt gefahren.
Der Fahrpreis kann mit elektronisch lesbaren Pre-Paid-Karten entrichtet werden. Diese Karten, die an Verkaufsstellen und Automaten erhältlich sind, werden von Sensoren an den Ticketbarrieren ausgelesen.

## Betreiber
Die Metro wird von der Stadtverwaltung Adana betrieben, die auch das städtische Busnetz unterhält. Letzteres hat im Einzugsbereich der Strecke eine Zubringer- und Feinverteilerfunktion zur U-Bahn bzw. von der Linie weg.

## Erweiterung
Die Metro Adana soll in den nächsten Jahren von ihrem südöstlichen Endpunkt aus um 9,5 km zum Campus der Çukurova-Universität im Nordosten Adanas verlängert werden. Durch den Ausbau würden sieben Stationen zum bisherigen Bestand dazukommen. Die Linie würde die Stadt dann U-förmig durchfahren und sich mit der bis dahin auf S-Bahn-Standard ausgebauten Eisenbahnstrecke der türkischen Staatsbahn TCDD am unteren Ende des Us schneiden. Genaue Daten für die Erweiterung stehen aber noch nicht fest.